# Igor' Grabovskij
Igor' Vladimirovič Grabovskij (in russo Игорь Владимирович Грабовский?; 2 settembre 1941) è un ex pallanuotista sovietico, vincitore di una medaglia di bronzo alle olimpiadi di Tokyo 1964.